# Барра-ди-Сантана
Барра-ди-Сантана (порт. Barra de Santana) — муниципалитет в Бразилии, входит в штат Параиба. Составная часть мезорегиона Борборема. Входит в экономико-статистический микрорегион Карири-Ориентал. Население составляет 8463 человека на 2006 год. Занимает площадь 369,290 км². Плотность населения — 22,9 чел./км².

## История
Город основан 29 апреля 1994 года.

## Статистика
- Валовой внутренний продукт на 2003 год составляет 12 964 450,00 реалов (данные: Бразильский институт географии и статистики).
- Валовой внутренний продукт на душу населения на 2003 год составляет 1544,67 реалов (данные: Бразильский институт географии и статистики).
- Индекс развития человеческого потенциала на 2000 год составляет 0,575 (данные: Программа развития ООН).